# ناثان هاينز
ناثان هاينز (بالإنجليزية: Nathan Hines)‏ هو لاعب اتحاد الرغبي أسترالي، ولد في 29 نوفمبر 1976 في واجا واجا في أستراليا.

## وصلات خارجية
- ناثان هاينز على موقع دوري الرغبي الممتاز (الإنجليزية)
- ناثان هاينز عل موقع إسبنسكروم (الإنجليزية)
- ناثان هاينز على موقع ItsRugby.co.uk (الإنجليزية)